# ガイ・チャドウィック
ガイ・チャドウィック（Guy Chadwick、1956年3月21日 - ）は、イギリスのミュージシャン。ドイツ・ハノーファー出身。1980年代後半から1990年代前半に活躍したロック・バンド、ハウス・オブ・ラヴのボーカリストとして知られる。
デビュー前はトラックの運転手などをしながら、音楽活動を続け1986年に、インディーズ系のクリエイション・レーベルから、ハウス・オブ・ラヴとしてデビューを果たす。同時代のバンドとして、ザ・スミス、ジーザス&メリーチェインなどがいる。
ハウス・オブ・ラヴでは、ギターとボーカルを担当し、ほとんどの楽曲で作詞・作曲を手掛けた。
憂いを帯びたボーカルと透明感のあるギターで、硬質で透明感のあるサウンドで一躍スターダムへとのし上がる。
セカンド・アルバムからは メジャー・レーベルのフォンタナへ移籍する。
バンド解散後の1998年、ソロ・アルバム『レイジー、ソフト&スロウ』をリリース。2003年にバンド再結成。2005年に復活作『デイズ・ラン・アウェイ』を発表。

## ディスコグラフィ

### スタジオ・アルバム
- 『レイジー、ソフト&スロウ』 - Lazy Soft and Slow (1998年、Setanta)